# Peter Muckenhuber
Peter Muckenhuber (16 februari 1955) is een Oostenrijks voormalig wielrenner. Hij nam deel aan de Olympische Zomerspelen van 1980 en 1984 en werd in 1980 en 1982  Oostenrijks kampioen op de weg.

## Belangrijkste overwinningen
1980
- Oostenrijks kampioen op de weg, Elite

1982
- Oostenrijks kampioen op de weg, Elite